# José Domingo Urien
José Domingo Pantaleón Urien (Buenos Aires, 26 de julio de 1770 – Buenos Aires, 23 de diciembre de 1817) fue un militar argentino que tomó parte en las Invasiones inglesas y en la organización nacional.

## Biografía

### Primeros años
Fueron sus padres Domingo Ignacio Urien y Mezperuza y María Victoria Basavilbaso, él un fuerte comerciente español y ella miembro de una tradicional familia criolla.

### Carrera
Ingresó en la carrera de las armas el 1.º de febrero de 1786, como cadete del Tercio de Miñones de Cataluña; ascendiendo a subteniente el 12 de agosto de 1787 y retirado del servicio activo el 21 de junio de 1791, probablemente para dedicarse al comercio y desempeñarse como contador del Consulado de Comercio de Buenos Aires.
Se reincorporó voluntariamente al servicio de las armas el 7 de agosto de 1797. En su foja de servicios, fechada en ese momento, ostentaba el grado de teniente (con antigüedad del 1.º de enero de 1795) de la 2.ª compañía del Regimiento de infantería de la capital y la calidad de "noble". En la misma se manifestaba que era nacido en Buenos Aires, contaba con 27 años y su salud era "buena". El informe del inspector consignaba: "Este oficial promete utilidad al servicio" y las notas del comandante señalaban: Valor: se le supone. Aplicación: mucha. Capacidad: sobresaliente. Conducta: buena. Estado: casado". 
En abril de 1803 fue designado teniente del batallón de milicias voluntarias de infantería de la capital.
En junio de 1806 un ejército británico al mando del general William Carr Beresford desembarcó en la Ensenada y marchó hacia la ciudad, que cayó esa misma tarde. Muy pronto los españoles y criollos residentes en la ciudad se organizaron con la intención de recuperarla, siendo Urien designado jefe del 3.º batallón de Patricios, a la cabeza del cual se batió en los combates contra el invasor y participó de la reconquista del 12 de agosto. En reconocimiento a los servicios prestados, el 8 de noviembre de 1806 fue designado oficialmente comandante del cuerpo.
El 5 de abril de 1807 se le acordó el grado de teniente del batallón de voluntarios de infantería Patricios. Durante las Invasiones Inglesas se batió a la cabeza del 3.º batallón de Patricios. Participó en los combates en las inmediaciones de la plaza Lorea y en la toma y rendición del convento de Santo Domingo, el 5 de julio de 1807.
En enero de 1809 estuvo implicado en la Asonada de Álzaga, por lo que se le destituyó del mando del 3.º batallón. El 9 de febrero obtuvo su retiro de la milicia. Al año siguiente, con motivo de la Revolución de Mayo se incorporó a las filas patriotas desempeñando igual cargo como jefe del 2.º tercio cívico, con retención de teniente coronel de milicias.
El 12 de febrero de 1812 Urien fue designado Contador del Tribunal de Cuentas de Buenos Aires.
En los primeros días de octubre de 1812, llegó a Buenos Aires la noticia de la victoria del Ejército del Norte en la batalla de Tucumán, donde el general Manuel Belgrano derrotó al general Juan Pío Tristán. El día 8, el coronel de los Granaderos a Caballo José de San Martín encabezó un movimiento organizado por la Logia Lautaro (que había fundado junto a Carlos de Alvear), que buscaba derrocar al Primer Triunvirato (Chiclana, Sarratea y Paso), bajo la acusación de estar poco decidido por la independencia.
Para esto, se envió la siguiente nota al Ayuntamiento, y entre las decenas de firmantes, se encontraba José Domingo Urien, en su calidad de vecino.
Por orden superior del 6 de agosto de 1814 se le confirió el grado de comandante del 2.º Tercio Cívico de la Guardia Nacional de Infantería de la capital, con retención de teniente coronel.
Si bien no aparece su nombre en el censo de comerciantes de 1798, su carácter mercantil se deduce de su participación en una Junta de Comerciantes que tuvo lugar en 1815, cuyo objetivo habría sido solicitar el resguardo de los comerciantes locales ante el avance del comercio británico. En agosto de ese año varios comerciantes de Buenos Aires se congregaron para crear una Junta General, con el objetivo de redactar un reglamento de comercio. Las discusiones redundaron en que se nombrara a una comisión que redactara un dictamen, compuesta por Idelfonso Pasos, Hermenegildo de Aguirre, Juan Pedro Aguirre y Juan José Anchorena.
El 15 de abril de 1815 fue elevado a la jerarquía de coronel y el 6 de mayo se le comprendió en el decreto expedido por el cabildo gobernador.

### Matrimonio y descendencia
Contrajo matrimonio en la Catedral Metropolitana de Buenos Aires el 14 de octubre de 1790 con Rita Josefa de la Trinidad Elías Rivadeneira, nacida en 1769. Fueron padres del teniente coronel José María Urien y abuelos del coronel Carlos María Urien. 

### Muerte
Murió repentinamente en Buenos Aires el 23 de diciembre de 1817, a los 46 años.